# Schizothorax labiatus
Schizothorax labiatus är en fiskart som först beskrevs av Mcclelland 1842.  Schizothorax labiatus ingår i släktet Schizothorax och familjen karpfiskar. Inga underarter finns listade i Catalogue of Life.